# Fort de Dailly
Le fort de Dailly est un système de fortifications souterraines de l'armée suisse située dans les Alpes vaudoises au-dessus du village de Morcles.
Composé de plusieurs ouvrages défensifs creusés dans les falaises et reliés entre eux, le fort de Dailly appartenait au système de fortifications de Saint-Maurice. Il était ainsi relié au fort de Savatan. Contrôlant le Chablais et l'embouchure de la plaine du Rhône, le fort de Dailly était l'un des éléments majeurs du verrou ouest du réduit national. 
Le fort de Dailly est construit à la fin du XIXe siècle puis agrandi et modernisé modifié plusieurs fois dans le courant du XXe siècle. La forteresse est mise hors service en 1994.
Le fort de Dailly sert à la formation de recrues d'infrastructures et de quartier général. Le fort de Savatan accueille de son côté l'académie de police de Savatan depuis 2004.

## Localisation et organisation
Le fort de Dailly fait partie de la fortification de Saint-Maurice, principal verrou de la vallée du Rhône et l'un des trois dispositifs centraux du réduit national avec les forteresses du Gothard (de) au centre et Sargans (de) sur la vallée du Rhin alpin à l'est du pays.
Avec 12 kilomètres de galeries creusées dans la roche, il est le plus grand fort suisse d'un seul tenant.

## Histoire
Les premières installations militaires (artillerie) et fortifications mises en place par l'armée suisse dans la zone de Dailly remonte à 1892.
Le fort est régulièrement modifié et modernisé durant le XXe siècle.
Dans la nuit du 28 mai 1946, trois explosions se produisent dans des magasins de munitions du fort. La catastrophe fait 10 morts, des ouvriers travaillant à l'aménagement de galeries,.
Jusqu'en 2003, l'infrastructure de Dailly était occupée par des soldats de forteresse.
En 2003, le lieu sert d'école de recrue pour l'École de recrue d’infrastructures et de quartier général 35, dont les futurs soldats sont destinés à exploiter et entretenir un abri QG.

## Description technique

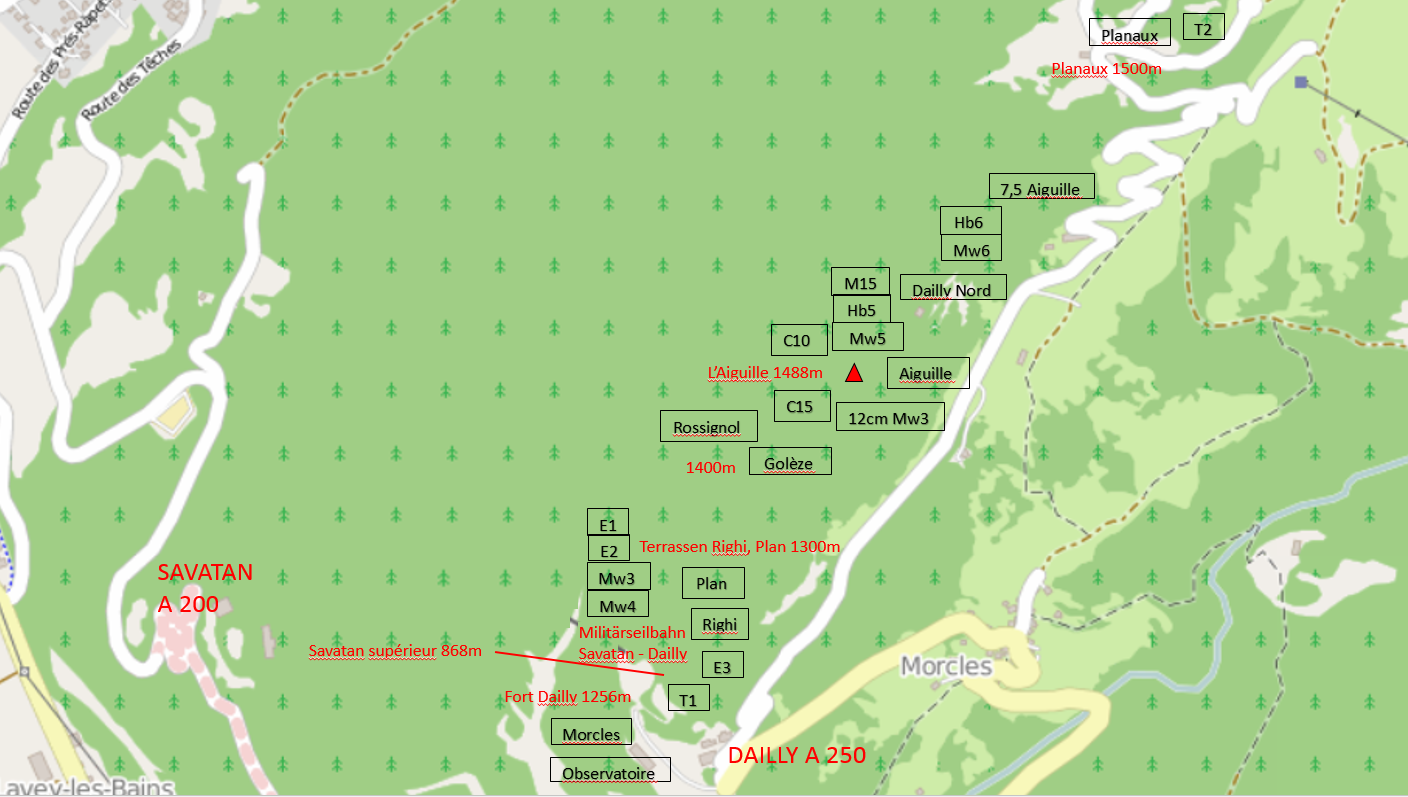
Emplacement des principaux armements du fort.

### Armement
En 1995 :
Armes de forteresse
- 2 canons tourelle de 15 cm L 42 1958
- 1 lance-mine de forteresse de 12 cm 1959 / 83
- 2 canons tourelle de 10,5 cm L 52 1939
- 4 canons de 10,5 cm L 42 1939
- 1 canon antichar de 9 cm 1950 / 57
- 4 lance-mines de forteresse 8,1 cm 1956/60 : deux lm fort 56/60 (Lm 5 et Lm 6) installées sur la crête de l'Aiguille et deux (Lm 3 et Lm 4) installées dans le secteur Righi.
- 17 mitrailleuses de forteresse 1951 / 80

Armes mobiles
- 4 lance-mines 8,1 cm 1933
- 4 mitrailleuses 1951

### Funiculaire
Un funiculaire relie le fort de Dailly à celui de Savatan. Par ce tunnel, le fort Savatan reçoit son eau du fort de Dailly, et Savatan fournit Dailly avec du courant électrique et le téléphone.
Données techniques
- Altitude station inférieure (Savatan) : 868 m s mer
- Altitude station supérieure (Dailly) : 1 256 m s mer
- Différence de niveau : 388 m
- Longueur du tracé : 560 m
- Déclivité du tracé : 102 %
- Déclivité à la station inférieure : 86 %
- Diamètre du câble : 27 mm
- Poids du câble : 1,4 t
- Puissance du moteur : 40 ch

Charges admissibles
- Vitesse 1,25 m/s : 1 800 kg ou 18 pers + 360 kg (durée du trajet : 7 min 30 s)
- Vitesse 0,75 m/s : 3 000 kg ou 18 pers (durée du trajet : 12 min)

## Garnison
En 1995 :
- 1 Groupe de forteresse type B (Effectif : 29 officiers, 101 sous-officiers, 485 soldats) / Garnison d'ouvrage
  - 1 État-major (6 officiers) / Commandement du fort
  - 1 Compagnie d'infanterie de forteresse (9 of, 42 sof, 203 sdt) / Défense extérieur
  - 1 Compagnie de service de forteresse (7 of, 34 sof, 157 sdt) / Protection d'ouvrage et logistique

## Fort de Savatan
Depuis 2004, l'académie de police de Savatan occupe le site de l'ancienne place d'armes,. Cette école de police assure la formation des corps de police vaudois, valaisans et genevois depuis 2016.